# Croomia japonica
Croomia japonica là một loài thực vật có hoa trong họ Stemonaceae. Loài này được Miq. miêu tả khoa học đầu tiên năm 1865.